# روبرت براون (ممثل)
روبرت براون (بالإنجليزية: Robert Brown)‏ هو ممثل أمريكي، ولد في 17 نوفمبر 1926 بترنتون في الولايات المتحدة.

## وصلات خارجية
- روبرت براون على موقع IMDb (الإنجليزية)
- روبرت براون على موقع أول موفي (الإنجليزية)
- روبرت براون على موقع إن إن دي بي (الإنجليزية)
- روبرت براون على موقع قاعدة بيانات الفيلم (الإنجليزية)